# شاهنامه سعدلو
شاهنامه سعدلو نسخه‌ای است کامل از شاهنامه فردوسی در اواخر قرن هفتم تا اوایل قرن هشتم که دارای خصوصیات ارزشمندی در زمینه نسخه‌شناسی و تصحیح شاهنامه فردوسی است. این نسخه خطی از چند قرن در خاندان قدیمی سعدلو یکی از خاندان‌های قدیمی مقیم نخجوان نگهداری می‌شده‌است، مالک این نسخه برای آنکه پس از او این ودیعه خاندانی تباه نشود یا به دست دلالان نیفتد با راهنمایی آقایان محمدتقی دانش‌پژوه و ایرج افشار و به کوشش عنایت‌الله مجیدی آن را به کتابخانه و مرکز اسناد دایرةالمعارف بزرگ اسلامی تحویل داد. این نسخه در اندازه قطع رحلی ۲۳ در ۳۳ سانتی‌متر می‌باشد و شامل ۵۳۹ برگ است. رسم‌الخط کتاب و برخی خصوصیات املایی و شواهد دیگر نشان می‌دهد که این نسخه از شاهنامه بازمانده اواخر قرن هفتم تا اوایل قرن هشتم می‌باشد. این نسخه قدیمی‌ترین نسخه شاهنامه در جهان نیست لیکن بی‌شک کهن‌ترین نسخه شناخته شده شاهنامه در ایران و یکی از کهن‌ترین نسخه‌های این کتاب در جهان است.
در این نسخه تمامی شاهنامه به خط نسخ خوب و پخته و خوانا با قلمی فولادی بر کاغذی سمرقندی نسبتاً ضخیم نخودی رنگ نوشته شده‌است.
متن صفحات با خطوط طلایی در چهار ستون جدول‌بندی شده و هر صفحه شامل ۵۰ بیت شاهنامه در متن و ۲۵ بیت خمسه نظامی در حواشی است.
این نسخه از شاهنامه فاقد مینیاتور و نقاشی است اما دو صفحه اول کتاب به طرز بسیار زیبا و ظریف تذهیب‌کاری شده و بر لوح‌های رنگین بالا و پایین این دو صفحه این دو بیت دیده می‌شود.
| کسی در باب فردوسی چه‌گوید  |  | که او رمزیست از سِر الهی |
| به شه‌نامه نظر کن تا ببینی |  | روان آب حیات اندر سیاهی |

## ویژگی‌های نسخه سعدلو[۴][۵]
بررسی این نسخه در مقایسه با اقدم نسخ موجود، نشان می‌دهد این نسخه رونوشتی از نسخه‌های قدیم تر نیست و وجود بخش عظیمی از ضبط‌های کهن در آن نشان می‌دهد نسخه، نسخه ای اصیل و در خور بررسی است.
بنا به گفته ابوالفضل خطیبی از میان نسخه‌های بی‌تاریخ موجود در ایران، نسخه معروف به سعدلو که گمان می‌رود در اواخر قرن هفتم یا نیمه اول قرن هشتم هجری کتابت شده، از بقیه مهم‌تر و معتبرتر است. این نسخه در کتابخانه مرکز دایرةالمعارف بزرگ اسلامی نگهداری می‌شود و به صورت عکسی نیز به چاپ رسیده‌است.
چاپ عکسی از این نسخه در سال ۱۳۷۹ توسط انتشارات مرکز دایرةالمعارف بزرگ اسلامی با مقدمه فتح‌الله مجتبایی چاپ شد.
این نسخه دستنویس در میان دستنویس‌های شاهنامه از اهمیت بسزایی برخوردار است و نه تنها در تصحیح شاهنامه کمک شایانی می‌کند که برای ارزیابی ضبظ‌های اقدم دست‌نویس‌ها نیز الگوی بسیار مهمی محسوب می‌شود.
شمار ابیات این شاهنامه نزدیک به ۴۹ هزار بیت است.
به نظر فتح‌الله مجتبایی کاتب فردی خوش‌خط ولی کم‌سواد و سهل‌انگار که در نقطه گذاری کلمات تسامح بسیار داشته‌است و در کتابت او تحریف و تصحیف و خطا کم است. بعضی از صورت‌های ضبط کهن در این دست‌نویس حفظ شده‌است از جمله: کاجکی(=کاش‌که)، کباشد (=که‌باشد)، چنو (=چون او)، دشخوار(=دشوار)، نبیسنده(= نویسنده)، اومید(=امید)، کاولستان (=کابلستان)، زاولستان(=زابلستان)، و …. ضبط‌های قدیم و جدید برخی واژه‌ها با هم در این دستنویس آمده‌است مانند ایدونک (ایدونکه) و هرچ (هرچه)، نبشت (نوشت)، پیروز (فیروز)، لاژورد (لاجورد). در مواردی بعضی ضبط‌ها در این دستنویس دیده می‌شود که مخصوص آن است مانند دباوندکوه (دماوند کوه در داستان ضحاک).
ضبط‌های این دستنویس کلاً و غالباً با دست‌نویس‌های معتبری مانند توپکاپی‌سرای، نسخه کتابخانه عمومی لینگراد، نسخه قاهره نسخه پاریس نسخه فرهنگستان شوروی و نسخه کتابخانه دولتی برلین همخوانی دارد علاوه بر این گاهی در این دست‌نویس ضبط‌های موجود است که با دست‌نویس‌های دیگر اختلاف دارد و تنها در دستنویس شاهنامه فلورانس موجود است. باید قدردان خانواده ادیب سعدلو بود که قرن‌ها این دستنویس را حفظ کردند تا سرانجام آن را به محل مطمئنی سپردند.